# Pedro Castañeda
Pedro Castañeda (Buenos Aires, Virreinato del Río de la Plata, c. 1800 – San Salvador de Jujuy, Argentina, 1863) fue un político argentino, gobernador de la provincia de Jujuy en 1849.

## Biografía
Era medio hermano del fraile Francisco de Paula Castañeda, el peor enemigo del presidente Bernardino Rivadavia, y abandonó Buenos Aires cuando su hermano fue expatriado. Se instaló en Jujuy, donde se dedicó al comercio.
Durante muchos años se mantuvo lejos de la política, pero en 1834 apoyó la revolución que determinó la separación de la provincia de Jujuy de la provincia de Salta y fue elegido diputado provincial. Se le ofreció el gobierno tras la renuncia de José María Fascio, el primer gobernador, pero rechazó el cargo. Apoyó el ascenso del coronel Mariano Iturbe al gobierno en 1838, tras la caída de Pablo Alemán.
Se exilió en Bolivia en 1840 y hasta fines del año siguiente, y desde su regreso a fines del año siguiente fue – casi permanentemente – presidente de la legislatura. Por su carácter pacífico, influyó en Iturbe para que permitiera regresar a los unitarios que no molestaran al gobierno. Cuando, por presión de éstos, Iturbe se negó a ser reelegido, fue elegido para sucederlo el 8 de enero de 1849.
Asumió el gobierno el 11 de enero y formó su ministerio con hombres de los dos partidos. Pero, el día 22 del mes siguiente, una revolución dirigida por el coronel Mariano Santibáñez, unitario, lo tomó preso junto con Iturbe y lo declaró derrocado. En su lugar fue elegido Escolástico Zegada, un destacado unitario. Pero el gobernador de Salta, Vicente Tamayo, reaccionó rápidamente e invadió Jujuy. Un arreglo entre Castañeda y Zegada le permitió al primero volver al gobierno el 14 de marzo a cambio de una amnistía para los unitarios y de evitar la influencia de Iturbe. Su gobierno, que se extendió hasta el término de su mandato el 12 de enero de 1851 no se destacó por nada demasiado importante, salvo la paz que aseguró a su provincia y la libertad que permitió disfrutar a quienes lo habían derrocado.
Su sucesor, José López Villar, durante cuyo gobierno los unitarios fueron tomando todo el poder lentamente, dejando afuera a los federales. Por otro lado, apoyaron los intentos de los exiliados unitarios de invadir Salta y Tucumán desde Bolivia, y persiguieron a algunos federales.
A fines de 1851, el nuevo gobernador salteño, José Manuel Saravia, invadió la provincia en apoyo de la reacción de Mariano Iturbe. López Villar fue depuesto y Satibáñez terminó fusilado.
Castañeda regresó a Jujuy a mediados de 1855, después del fusilamiento de Iturbe, y fue por varios años presidente de la legislatura. Apoyó los gobiernos de Plácido Sánchez de Bustamante y de José de la Quintana.
Falleció en San Salvador de Jujuy en diciembre de 1863.